# Clan Sogō
Il clan Sogō (十河氏?, Sogō-shi) fu clan del Giappone medievale della provincia di Sanuki. 

## Storia
Durante il periodo Muromachi il clan Hosokawa governava le province di Sanuki e Awa. Dopo la guerra Ōnin (1567-1577) gli Hosokawa, a causa di contrasti interni, persero significativamente la propria autorità e vennero sostituiti dal loro servitore Miyoshi Nagayoshi (1522-1564).
A Sanuki il clan Hosokawa nominò i clan Kōzai e Yasutomi come vice governatore della metà occidentale e della metà orientale della provincia. Dopo la caduta del clan Hosokawa, Sogō Kazumasa, fratello minore di Nagayoshi, fu adottato dal clan Sogō e divenne governatore della provincia. 
Kazumasa fu un coraggioso generale chiamato anche Damon Sogō e contribuì a molte battaglie. Fu anche nominato comandante del castello di Kishiwada che custodiva la città di Sakai, un'importante base economica del clan Miyoshi. Ma nel 1561 Kazumasa morì di malattia in giovane età, e suo nipote Sogō Masayasu (1554-1587) gli succedette come guida del clan. In quel periodo morirono tutti i membri principali del clan Miyoshi e questo perse significativamente il proprio potere. Oda Nobunaga marciò su Kyoto e i Miyoshi furono scacciati.
Dopo il crollo del governo Miyoshi, Masayasu lottò per mantenere il potere nella provincia di Sanuki, affrontando le pressioni di Nobunaga, ma a partire dal 1570, Chōsokabe Motochika, daimyō della provincia di Tosa, iniziò la sua campagna per unire l'isola di Shikoku.
Masayasu cercò di combattere contro Motochika con il sostegno di Nobunaga, preoccupato per la rapida espansione di Motochika, ma signori locali come i clan Kōzai e Yasutomi si allearono ai Chōsokabe e la situazione si aggravò. Nel 1582 Nobunaga progettò di mandare il suo esercito sotto controllo del suo terzo figlio Oda Nobutaka e di Niwa Nagahide, ma poco prima della partenza venne assassinato nell'incidente di Honnō-ji e questa campagna fu annullata.
Masayasu, perso il sostegno, non poté più resistere al clan Chōsokabe. Nel 1582, il grande esercito dei Chōsokabe attaccò il castello di Sogō, ma Masayasu riuscì a resistere all'assedio anche se in seguito fu sconfitto nella battaglia di Nakatomigawa. Masayasu chiese quindi aiuto a Toyotomi Hideyoshi, il quale inviò il suo generale Sengoku Hidehisa in suo aiuto. Ma anche Hidehisa fu sconfitto nella battaglia di Hiketa e si ritirò sull'isola di Awaji. Il castello di Sogō isolato fu nuovamente assediato da Motochika, costringendo Masayasu a fuggire a Osaka.
Nel 1585 Hideyoshi iniziò la campagna di Shikoku contro il clan Chōsokabe e, dopo la resa di Motochika, Masayasu riuscì a recuperare il castello di Sogō e un piccolo territorio. Tuttavia l'anno successivo a Masayasu fu ordinato di attaccare il clan Shimazu sotto la guida di Hidehisa e al fianco di Motochika.
Nel gennaio del 1587 l'esercito Toyotomi e l'esercito di Shimazu si affrontarono nella battaglia di Hetsugigawa. I Toyotomi non aveva il controllo tra Masayasu e Motochika poiché in precedenza erano nemici e Hidehisa cadde nella trappola degli Shimazu venendo pesantemente sconfitto. Masayasu morì sul campo di battaglia assieme a Chōsokabe Nobuchika. Hidehisa lasciò il campo di battaglia e fuggì, ma Hideyoshi divenne furioso e lo allontanò per 5 anni.
Con la morte del loro leader il clan Sogō si estinse e anche il loro castello fu abbandonato. 